# Mateusz Przanowski
Mateusz Przanowski OP (ur. 1974) – dominikanin, dr teologii na Uniwersytecie Kardynała Stefana Wyszyńskiego i wykładowca Kolegium Filozoficzno-Teologicznego Dominikanów.

## Publikacje
- Jezus Chrystus dawcą wody żywej. Chrześcijańska refleksja na temat New Age, Kraków 2003.
- Św. Tomasz z Akwinu, Kraków 2003.

## Artykuły
- Zanim zaczniemy krytykować Kościół, W drodze, nr 10, 2007